# عبدالملک بن یزید
عبدالملک بن یزید (انگلیسی: Abu Awn Abd al-Malik ibn Yazid; درگذشت ۷۸۴/۷۸۵) فرمانروای مصر در دوران خلافت عباسی بود.